# Carl August Ehrensvärd (1749–1805)
Carl August Ehrensvärd, född 5 november 1749 i Stockholm, död där 24 februari 1805, var en svensk militär, diplomat och riksdagsman. Han var son till Carl Ehrensvärd.
Ehrensvärd blev kadett vid artilleriet 1753 och befordrades 1762 till styckjunkare och 1767 till underlöjtnant. Han blev löjtnant vid Lätta dragonkåren, befordrades samma år till kapten där, 1775 till sekundmajor, 1777 till överstelöjtnant och blev 1783 överste i armén. Han valde dock att lämna det militära för att slå sig på diplomatbanan. Möjligen spelade en benskada hos Ehrensvärd som omtalas av Gustav III 1779 in. Han fungerade som extraordinarie envoyé i Madrid 1783–1799. Under denna tid förhandlade han bland annat om att få Spanien att avstå någon av sina kolonier i Västindien till Sverige. Han var ledamot av ridderskapet och adeln vid riksdagen i Norrköping 1800 och var då ledamot av hemliga finansutskottet. 1800–1801 fungerade han som minister en mission spéciale i London. 1801 befordrades han till generalmajor. 1801–1804 var envoyé extraordinarie och ministre plénipotentiaire i Paris, 1804 befordrades han till generallöjtnant.
Ehrensvärd blev 1772 riddare, 1794 kommendör och 1799 kommendör med stort kors av Svärdsorden. År 1801 lät han resa en minnessten i Stora Djulö över sin nyss bortgångne kusin Carl August Ehrensvärd (1745-1800).